# Projekt 629
Projekt 629 (NATO-rapporteringsnamn Golf-klass) var Sovjetunionens första ubåtar konstruerade från början att avfyra kärnvapenbärande ballistiska robotar. Skrovet som är baserat på Projekt 641 är förlängt för att ge plats åt tre robottuber. De tolv meter långa robotarna fick dock inte plats inne i tryckskrovet utan robottuberna sträcker sig hela vägen från toppen av tornet ner i en gondol under skrovet.

## Varianter

### Projekt 629

Skiss av en Projekt 629.

De tre första ubåtarna (då B-92, B-4 och B-93) bestyckades till en början med tre stycken R-11FM. De utrustades efterhand i likhet med efterföljande tolv ubåtar med R-13.

### Projekt 629B

Skiss av en Projekt 629B.

Det sextonde fartyget, K-142, byggdes som provplattform för roboten R-21. Hon har till skillnad från övriga ubåtar bara två robottuber.

### Projekt 629A

Skiss av en Projekt 629A.

Samtliga ubåtar i den ursprungliga klassen Projekt 629 byggdes efter hand om för att kunna avfyra R-21-robotar. Dessa fick beteckningen Projekt 629A

### Projekt 629R

Skiss av en Projekt 629R.

Under 1971 och 1972 byggdes tre ubåtar (K-83, K-107 och K-61, ursprungligen B-42, B-125 och B-167) om som relästationer för att garantera säker kommunikation till fartyg och ubåtar på världshaven. Dessa ubåtar fick robotsystemet och de aktre torpedtuberna bortmonterade och fick i stället navigations- och kommunikationssystemet Most-U. Efter ombyggnaden fick de beteckningarna BS-83, BS-107 och BS-167.

### Projekt 605

Skiss av en Projekt 605 (Golf-IV).

Ett fartyg, K-102, byggdes i slutet av 1960-talet om för att agera provplattform för robotsystemet R-27 Zyb. Ursprungligen skulle ubåten ha fått sex robottuber, men det ändrades av tekniska skäl till fyra. Eftersom R-27 var tre meter kortare än R-13 och fyra meter kortare än R-21 behövde robottuberna inte längre placeras i tornet utan kunde byggas in i tryckskrovet bakom tornet.

### Projekt 601

Skiss av en Projekt 601R (Golf-III).

Ett fartyg, K-118, byggdes i början av 1970-talet om som provplattform för robotsystemet R-29. Robotarna var avsedda för de mycket större ubåtarna i klassen Projekt 667B Murena vilket ledde till mycket omfattande modifieringar av skrovet. Trots det fick man bara plats med en rad om sex robottuber och inte dubbla rader som i Murena-klassen.

## Projekt Azorian
8 mars 1968 sjönk ubåten K-129 cirka 600 nautiska mil norr om Midwayöarna i Stilla havet. Sovjetiska flottan genomsökte under april månad ett stort område, men misslyckades med att lokalisera ubåten. Amerikanska bottenfasta hydrofonsystem hade dock uppfattat ljud som kunde komma från en sjunkande ubåt och i juli 1968 inleddes Operation Sand Dollar där den specialutrustade ubåten USS Halibut sändes ut från Pearl Harbor för att lokalisera vraket. Detta lyckades också efter bara tre veckors sökande och fjärrstyrda undervattensfarkoster från Halibut tog över 20 000 fotografier av vraket.
1970 presenterade Melvin R. Laird och Henry Kissinger en plan för att i hemlighet bärga den sovjetiska ubåten. Planen som fick namnet Project Azorian var en av de mest omfattande underrättelseoperationerna under kalla kriget godkändes av president Richard Nixon. Under täckmanteln att utvinna mangannoduler från havsbotten byggdes djupforskningsfartyget Glomar Explorer av Howard Hughes. Ingen hade tidigare försökt bärga ett flera tusen ton tungt vrak från nästan 5000 meters djup, så man var tvungen att förlita sig på hittills obeprövad teknik. En stor gripklo sänktes ner mot havsbotten i änden på tjocka stålrör av samma typ som används vid borrning efter olja och naturgas. Gripklon skulle sedan greppa runt skrovet och hissa upp ubåten. Under tiden var Glomar Explorer tvungen att ligga absolut stilla på samma position hela tiden.
Man lyckades placera gripklon runt ubåtsskrovet, men när man skulle lyfta ubåten brast skrovet och två tredjedelar av ubåten, inklusive robotarna, sjönk tillbaka till botten. Den återstående delen bärgades och kropparna av sex ryska sjömän som följde med upp begravdes till havs under militära hedersbetygelser.